# La Lecture (Fantin-Latour, Lisbonne)
Pour les articles homonymes, voir La Lecture.
La Lecture est une peinture à l'huile sur toile réalisée en 1870 par le peintre français Henri Fantin-Latour (1836-1904). Elle est conservée au Musée Calouste Gulbenkian à Lisbonne.
Le thème de la lecture a fait l'objet de plusieurs peintures de l'artiste, représentant ainsi un rôle important dans son travail.

## Description et style
Le tableau est un excellent exemple de la qualité d'Henri Fantin-Latour dans la représentation d'espaces intimes, dans un style sobre, au sentiment réaliste, et révélant à l'observateur son univers de prédilection, un environnement poétique et rêveur, aux contours vaguement mélancoliques.
Un aspect significatif de la composition est l'isolement intérieur qui semble séparer les deux sœurs. Le contraste entre la surface éclairée et la zone la plus sombre du tableau, où sont positionnés les personnages, accentue l'ambiguïté que l'on peut ressentir entre proximité et distance, donnant à la scène la suggestion d'une agitation contenue, également présente dans d'autres tableaux du peintre.
Comme modèles, Fantin-Latour positionne Victoria Dubourg, sa future épouse, à gauche de la toile, et à droite, sa sœur, la figure énigmatique de Charlotte Dubourg, qui fixe intensément l'observateur. Cela apparaît fréquemment dans les œuvres du peintre, et la possibilité d'une « complicité silencieuse » entre les deux a été envisagée.

## Histoire
L'œuvre a appartenu à Charles E. Haviland (Paris, 1906-1917), puis au marchand d'art Paul Durand-Ruel (Paris, 1917), ayant été ensuite acquise par Calouste Gulbenkian en décembre 1917.

Autres versions du peintre du même thème.
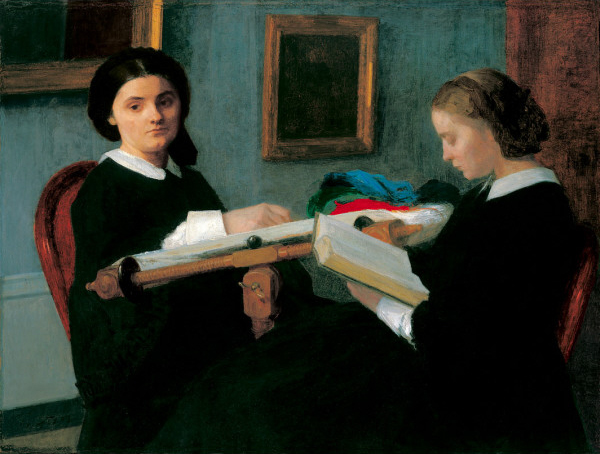
Deux Sœurs (1859),  Saint Louis Art Museum, Saint-Louis (Missouri).
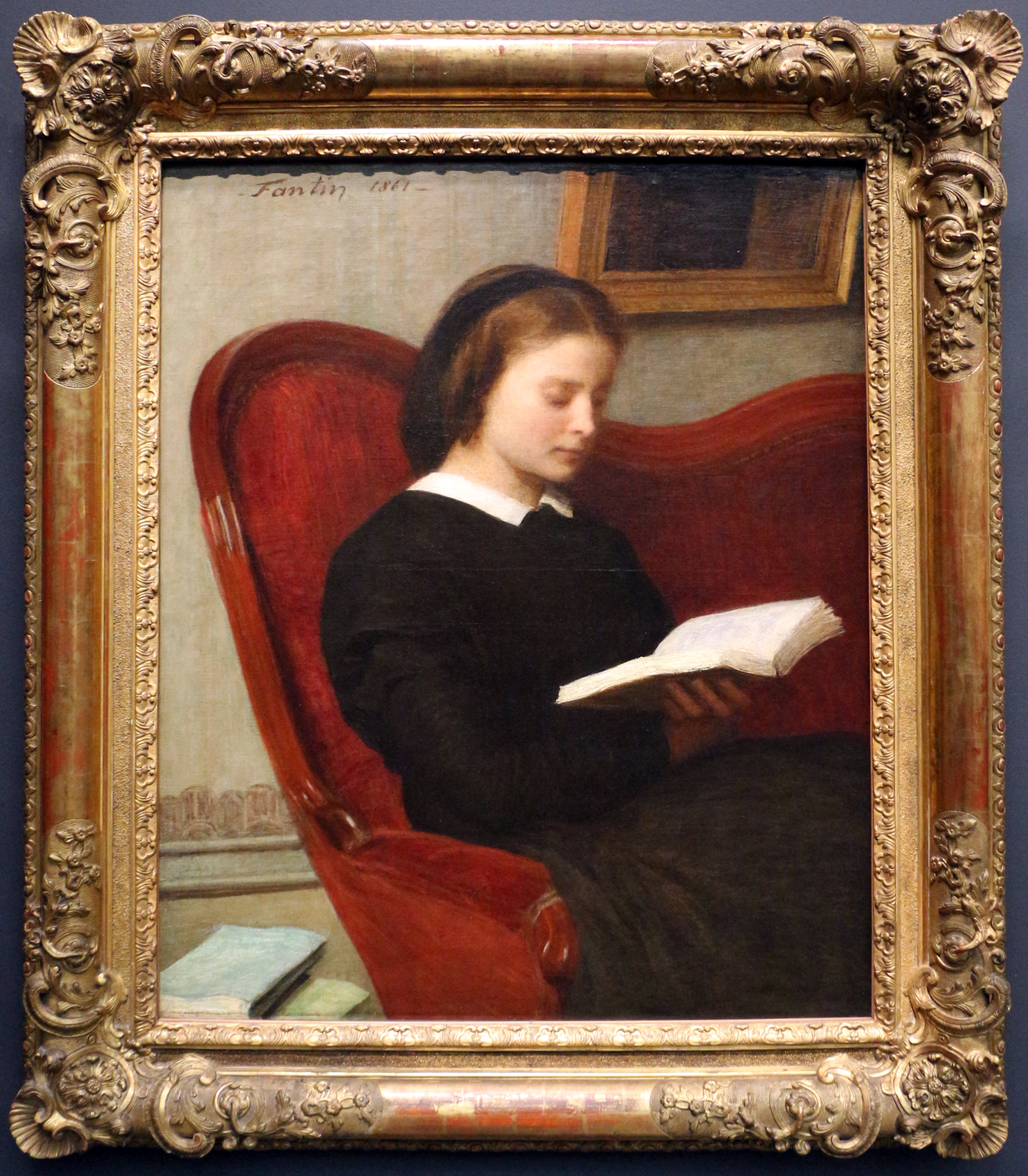
La Liseuse (1861), Musée d'Orsay, Paris.
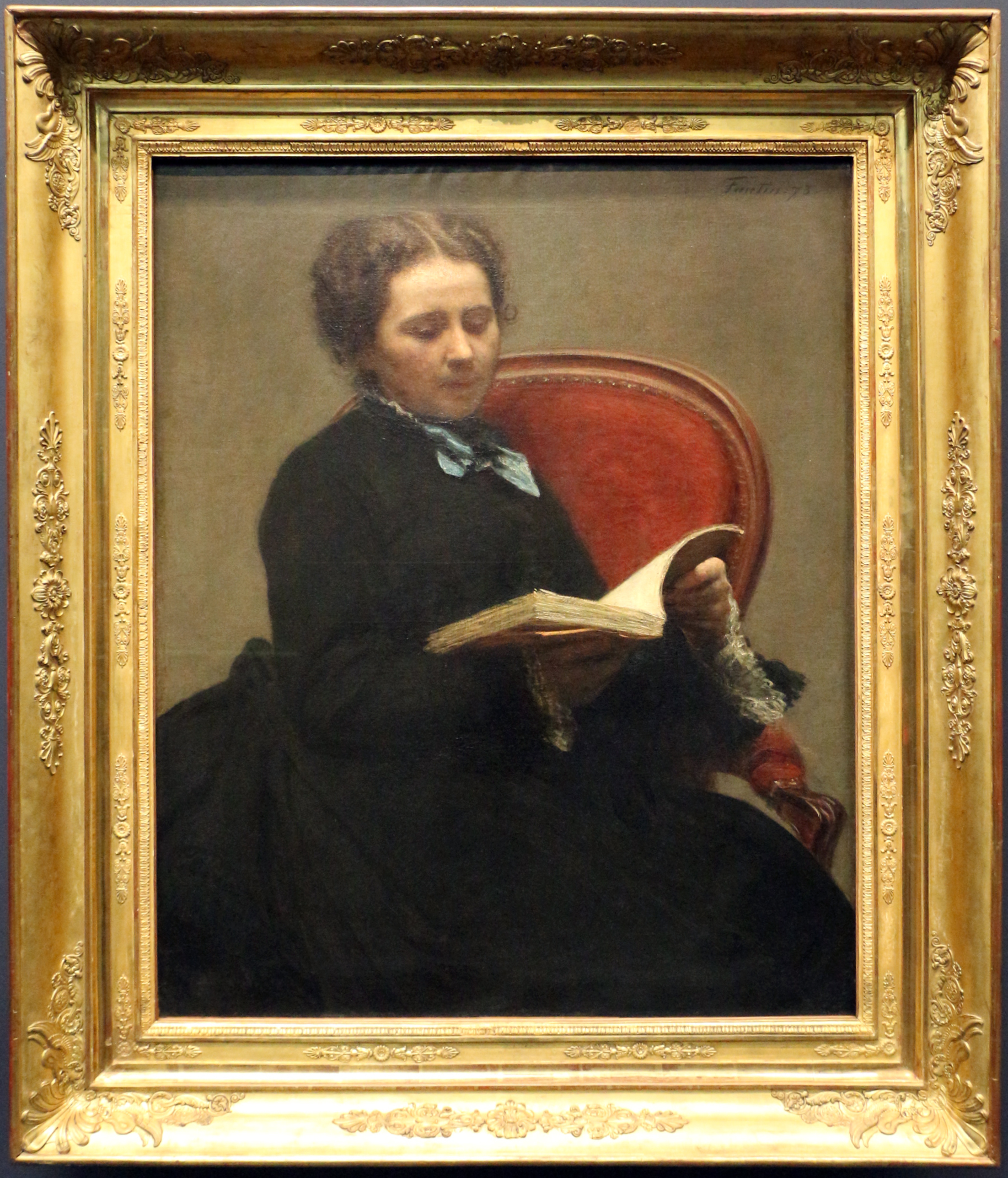
Victoria Dubourg (1873),  Musée d'Orsay. Paris.
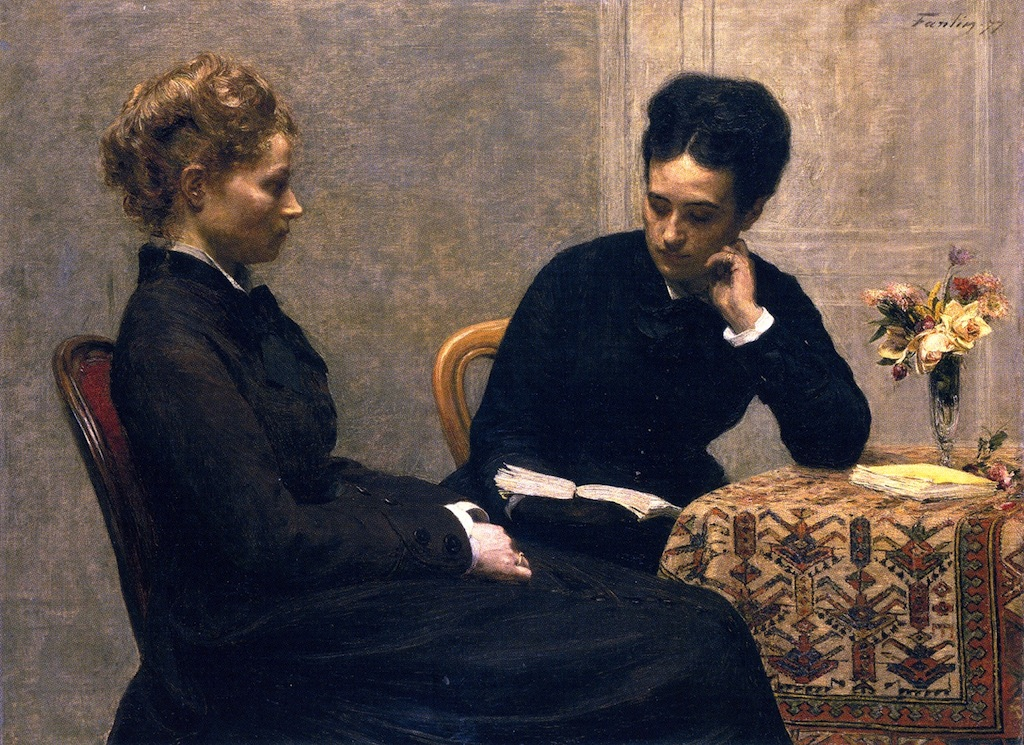
La Lecture (1877),  Musée des Beaux-Arts, Lyon.